# Glens Falls

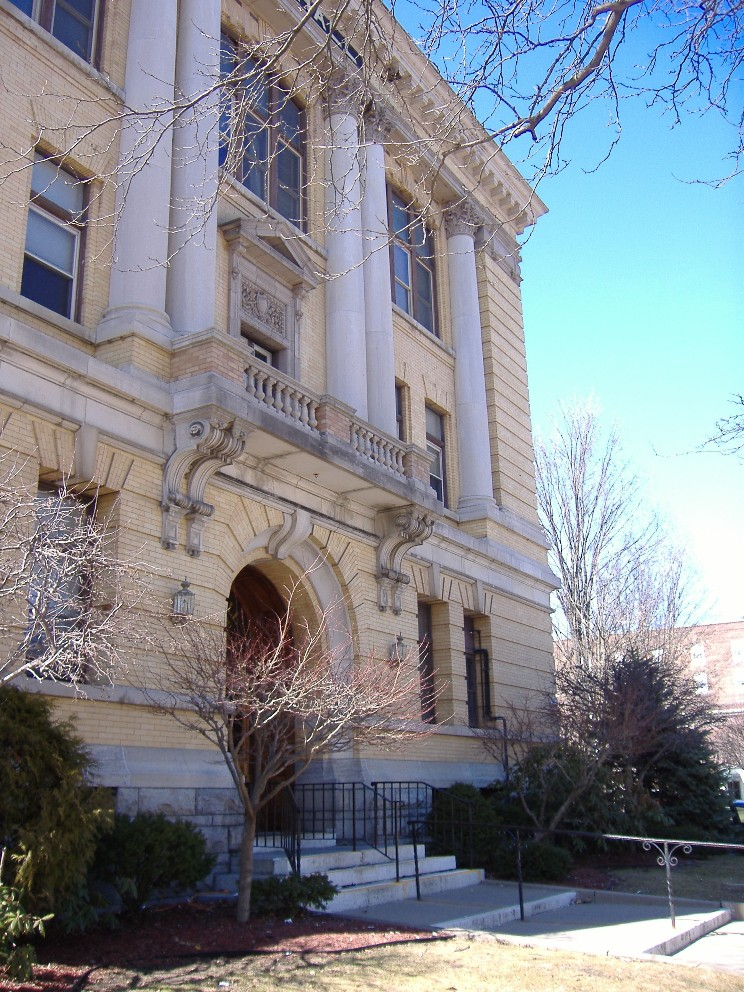
Městská radnice

Glens Falls je město v americkém státu New York. Leží v okrese Warren asi 85 km od hlavního města státu New York, Albany. Podle administrativního členění státu má status city. Glens Falls je největší město okresu Warren a je výrazným kulturním a hospodářským centrem.

## Demografie
Podle sčítání lidu z roku 2010 zde žilo 14 700 obyvatel.

### Rasové složení
- 94,7% Bílí Američané
- 1,8% Afroameričané
- 0,3% Američtí indiáni
- 0,6% Asijští Američané
- 0,0% Pacifičtí ostrované
- 0,4% Jiná rasa
- 2,3% Dvě nebo více ras

Obyvatelé hispánského nebo latinskoamerického původu, bez ohledu na rasu, tvořili 2,3% populace.